# Honschaft Sand (Amt Solingen)
Die Hildener Honschaft Sand (auch Sandhonschaft oder Sandthonschaft) war im Mittelalter und der Neuzeit eine Honschaft (Verwaltungseinheit) im kurkölnischen Weistum Hilden im gleichnamigen Kirchspiel mit einer Gesamtfläche von 462 Morgen.
Zu der Honschaft gehörten die Höfe und Weiler: 
| - Banden (auch Bant), - Beckersheide, - Bolthaus, - Breddert (auch Breithardt, Breydenart, Brithart, Bryden), - Bruchhaus (auch Brochhaus, Brochshauß, Broichhuys), - Deutz (auch Dutz), - Forstbach (auch Vorsbeke, Vorßbach), - Futsch (auch Futz), - Henkenheide, - Kalstert (auch Calfsterze, Kalverstertz), | - Karnap (auch Carnab, Carnap), - Klophaus (auch Clophauß, Klophuyß), - Lehmkuhl (auch Leimkaulen), - Neuenhaus (auch Neuhaus), - Oberste Mühle, - Örkhaus (auch Oedinckhausen, Udenkusen, Ürkhaus, Urkes), - Ortskern, - Pungshaus (auch Paunshaus), - Seldung (auch Sedling), - Strauch (auch Struyck) |

Unabhängig von den Honschaften waren die Höfe in bis zu vier Hofesverbänden organisiert, die den ein- bis dreimal jährlich tagenden örtlichen Gerichten zugeordnet waren. Die Gerichte waren: das im Hohen Hof Hilden tagende Kölnische Hofesgericht, das Kückeshausgeding und das am Brunnen auf dem Ort (Ufm Ort) tagende Orderputzgeding (auch Pützgeding). Die Lage der Weiler und heute meist nicht mehr existierenden Höfe befand sich im Südosten, Süden und Südwesten des heutigen Stadtgebiets von Hilden. Ein großer Teil der Objekte ist heute nur noch in davon abgeleiteten Straßennamen erkennbar.